# Anders Nilsson (1859–1936)

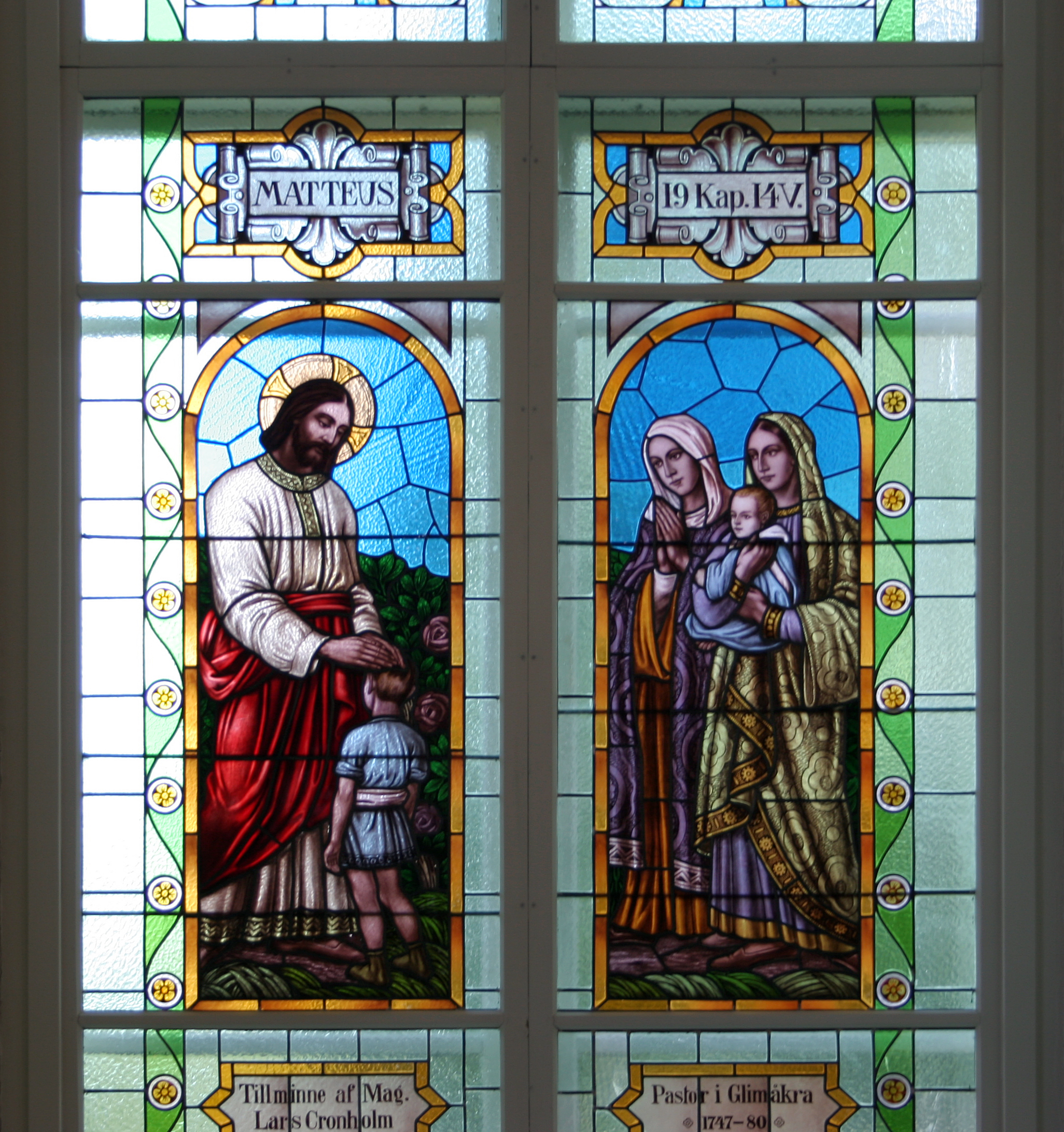
Glasmålning av Anders Nilsson i Glimåkra kyrka.

Anders Nilsson, född 30 maj 1859 i Borgeby, Malmöhus län, död 10 oktober 1936 i Lund, var en svensk målare och konsthantverkare.
Han var son till lantbrukaren Nils Knutsson och Boel Andersdotter. Nilsson studerade för Reinhold Callmander vid Göteborgs slöjdskola och Georg Pauli och Carl Wilhelmson vid Valands målarskola samt glasmåleri för Josef Weissenrieder i München. Han var därefter verksam som glasmålare under flera år i Bielefeld och Winterthur. Han medverkade i Göteborgs konstförenings utställning 1899 och i utställningar arrangerade av Konstföreningen för södra Sverige, Sydsvenska föreningen för konsthantverk och Skånes konstförening. Bland hans offentliga arbeten märks glasmålningar för Löberöds slottskyrka, Glimåkra kyrka och ett flertal profana byggnader i södra Sverige. Hans konst består förutom glasmålningar av porträtt och landskapsmålningar med motiv från Lunds omgivningar. Nilsson är representerad vid Moderna museet i Stockholm, Malmö museum, Lunds universitets konstmuseum, Kulturhistoriska museet i Lund, Skissernas museum i Lund och Tomelilla kommun.